# Долге Њиве (Ленарт)
Долге Њиве (словен. Dolge Njive) је насељено место у општини Ленарт, Подравска регија, Словенија.

## Историја
До територијалне реорганизације у Словенији биле су у саставу старе општине Ленарт.

## Становништво
У попису становништва из 2011. године, Долге Њиве су имале 135 становника.
| Број становника према пописима | Број становника према пописима | Број становника према пописима |
| ------------------------------ | ------------------------------ | ------------------------------ |
| 1991                           | 2002                           | 2011                           |
| 105                            | 121                            | 135                            |